# Golden Globe 1944
La cerimonia di premiazione della 1ª edizione dei Golden Globe si è tenuta il 20 gennaio 1944 presso gli studi della 20th Century Fox di Los Angeles, California. Furono annunciati direttamente i vincitori, senza precedenti candidature.

## Premi per il cinema
Vengono di seguito indicati in grassetto i vincitori. Ove ricorrente e disponibile, viene indicato il titolo in lingua italiana e quello in lingua originale tra parentesi.
- Miglior film: Bernadette (The Song of Bernadette), regia di Henry King
- Miglior regista: Henry King – Bernadette (The Song of Bernadette)
- Miglior attore: Paul Lukas – Quando il giorno verrà (Watch On the Rhine)
- Miglior attrice: Jennifer Jones – Bernadette (The Song of Bernadette)
- Miglior attore non protagonista: Akim Tamiroff – Per chi suona la campana (For Whom the Bell Tolls)
- Miglior attrice non protagonista: Katina Paxinou – Per chi suona la campana (For Whom the Bell Tolls)